# Quinquelaophonte varians
Quinquelaophonte varians is een eenoogkreeftjessoort uit de familie van de Laophontidae. De wetenschappelijke naam van de soort is voor het eerst geldig gepubliceerd in 2010 door Bjornberg.